# William Russell Grace
William Russell Grace (10 de mayo de 1832 - 21 de marzo de 1904) fue un político estadounidense, el primer alcalde católico romano de la ciudad de Nueva York y el fundador de W. R. Grace and Company.

## Primeros años
Grace nació en Irlanda, en Riverstown, cerca de la Cove of Cork, hija de James Grace y Eleanor May Russell (née Ellen) mientras la familia estaba lejos de casa, y se crio en la propiedad de Grace en Ballylinan, en el condado de Queens (ahora Laois), cerca de la ciudad de Athy. Fue miembro de una familia prominente y adinerada que vivió durante un tiempo en Brooklawn House en Love Lane (ahora Donore Avenue). En 1846, Grace zarpó hacia Nueva York contra los deseos de su padre y trabajó como diablo de impresor y ayudante de zapatero antes de regresar a Irlanda en 1848. Durante un tiempo asistió al Belvedere College antes de abandonar la escuela nuevamente.
Su sobrino, Cecil Grace, intentó cruzar el Canal de la Mancha en diciembre de 1910 en un avión, volando de Dover a Calais. Sin embargo, al regresar se desorientó y sobrevoló Dover hacia el noreste sobre Goodwin Sands hacia el Mar del Norte y se perdió.

## Carrera
William y su padre, James Grace, viajaron a Callao, Perú, en 1851, con el objetivo de establecer una comunidad agrícola irlandesa. James regresó a casa, pero William se quedó, donde comenzó a trabajar en la firma John Bryce and Co., como proveedor de barcos.
En 1854, la empresa pasó a llamarse Bryce, Grace & Company, en 1865, Grace Brothers & Co., y luego W. R. Grace and Company.

### Política reformista
Oponiéndose al famoso Tammany Hall, Grace fue elegido como el primer alcalde católico estadounidense irlandés de la ciudad de Nueva York en 1880. Llevó adelante una administración reformista que atacaba los escándalos policiales, el clientelismo y el vicio organizado; redujo la tasa impositiva y disolvió la Louisiana Lottery. Derrotado en las elecciones siguientes, fue reelegido en 1884 como independiente, pero volvió a perder la siguiente vez. Durante su segundo mandato, Grace recibió la Estatua de la Libertad como regalo de Francia.

### Filantropía
Grace fue un filántropo y humanitario de renombre, que en un momento contribuyó con una cuarta parte de la ayuda entregada a Irlanda a bordo del vapor Constellation durante la Hambruna irlandesa de 1879. En 1897, él y su hermano, Michael P. Grace, fundaron el Instituto Grace para la educación de las mujeres, especialmente las inmigrantes.

## Vida personal
El 11 de septiembre de 1859, William se casó con Lillius Gilchrist (1839–1922), hija de George W. Gilchrist, un destacado constructor de barcos de Thomaston, Maine, y Mary Jane (de soltera Smalley) Gilchrest. Juntos, William y Lillius tuvieron once hijos, entre ellos:
- Alice Gertrude Grace (nacida en Sudamérica el 11 de junio de 1860), que se casó con el arquitecto neoyorquino Albert D'Oench en 1901.[11]
- Florence F. Grace (nacida en Sudamérica el 20 de septiembre de 1861; fallecida el 27 de septiembre de 1861).
- Lilius Clemintina Grace (nacida en Sudamérica el 24 de octubre de 1864; fallecida en Irlanda el 26 de junio de 1866).
- Agnes Isadora Grace (nacida en Brooklyn, N.Y., el 4 de abril de 1867; fallecida en la ciudad de Nueva York el 8 de marzo de 1884).
- Mary Augusta Grace (nacida en Brooklyn el 2 de septiembre de 1868; fallecida allí el 16 de febrero de 1870).
- Lilius Annie Grace (nació en Brooklyn el 1 de septiembre de 1870; murió allí el 30 de agosto de 1871).
- Joseph Peter Grace (nació en Great Neck, N.Y. el 29 de junio de 1872; murió allí el 15 de julio de 1950).
- Lilias Juanita Grace (nacida en la ciudad de Nueva York el 30 de marzo de 1874), que se casó con George Edward Kent el 12 de julio de 1898.
- Louise Natalie Grace (nacida en la ciudad de Nueva York el 23 de diciembre de 1875; murió en North Hills, Long Island, Nueva York en 1954).[12]
- William Russell Grace, Jr. (nacido el 11 de abril de 1878; murió en Aiken, Carolina del Sur el 31 de marzo de 1943).
- Caroline S. Grace (nacida el 22 de abril de 1879; fallecida el 21 de abril de 1882).

Grace murió el 21 de marzo de 1904 en su residencia, 31 East 79th Street, en New York City. Su funeral se celebró en el Iglesia de San Francisco Javier en West 16th Street y fue enterrado en el Cementerio de la Santa Cruz en Brooklyn. La Avenida Grace en el Bronx, NY, lleva su nombre en su honor. Su patrimonio fue valorado en $25 000 000.